# 新建蚶江海防官署碑记
新建蚶江海防官署碑记，位于中国福建省石狮市蚶江镇前埯村，为一个省级文物保护单位，类型为石刻及造像，为第四批福建省文物保护单位，公布时间为1996年9月2日。
新建蚶江海防官署碑记的历史年代为清。